# Gyurkapataka
Gyurkapataka románul: Jurca, falu Romániában, Erdélyben, Kolozs megyében.

## Fekvése
Alparéttől nyugatra fekvő település.

## Története
Gyurkapataka nevét 1378-ban említette először oklevél Gekepataka néven.
Későbbi névváltozatai: 1554-ben Gerkepataka, 1561-ben Gywrkapataka (Kádár III. 579), 1554-ben Gekepataka, 1625-ben Georkepataka, 1733-ban Gyukapataka, 1750-ben Csurka, 1808-ban Gyurkapataka, Gyurká, 1913-ban Gyurkapatak.
Kezdettől fogva a kolozsmegyei Almásvárához tartozott. 1554-ben Gekepataka Somy Anna birtoka volt. Somy Anna Balassa Imre Özvegye e birtok negyedrészét férjére Patócsi Boldizsárra hagyta.
1564-ben II. János király néhai Somy Annától a gyermekeire Balassa András és Katalinra Matuznay Péternére szállt itteni részt hűtlenségük miatt elkobozta és Némethi Ferenc tokaji várnagynak és nejének Balassa Zsófiának s testvérének Balassa Margitnak adományozta.
1589-ben Báthory Kristóf fia Zsigmond az eddig Almásvárához tartozott itteni birtokrészeit Kendy Sándornak adományozta, ennek neje jogán a bethleni várbeli részekért.
1594-ben Báthory Zsigmond a hűtlenségbe esett Kendy Sándor itteni birtokrészét a kolozsvári polgároknak adományozta.
1667-ben Kolozsvár városa e helységet a kolozsvári unitárius egyháznak adta zálogba, 1693–94-ben birtokosa a kolozsvári unitárius egyház volt, kitől azonban 1716-ban a kolozsvári főtéri templommal együtt elvették.
1696-ban Gyurkapataka török hódoltsági falu volt. Lakói még 1713-ban is elszéledve voltak, földjét a szomszéd falvak művelték.
1771 és 88-ban a kolozsvári római katolikus plébániáé volt, majd 1795-ben Kolozsvár városa e helységet a kolozsvári római katolikus plébániától magához váltotta.
A trianoni békeszerződés előtt Szolnok-Doboka vármegye Csákigorbói járásához tartozott.
1910-ben 160 lakosából 2 németnek, 158 románnak vallotta magát. Ebből 152 görögkatolikus, 6 görögkeleti ortodox, 2 unitárius volt.